# Tuluniden

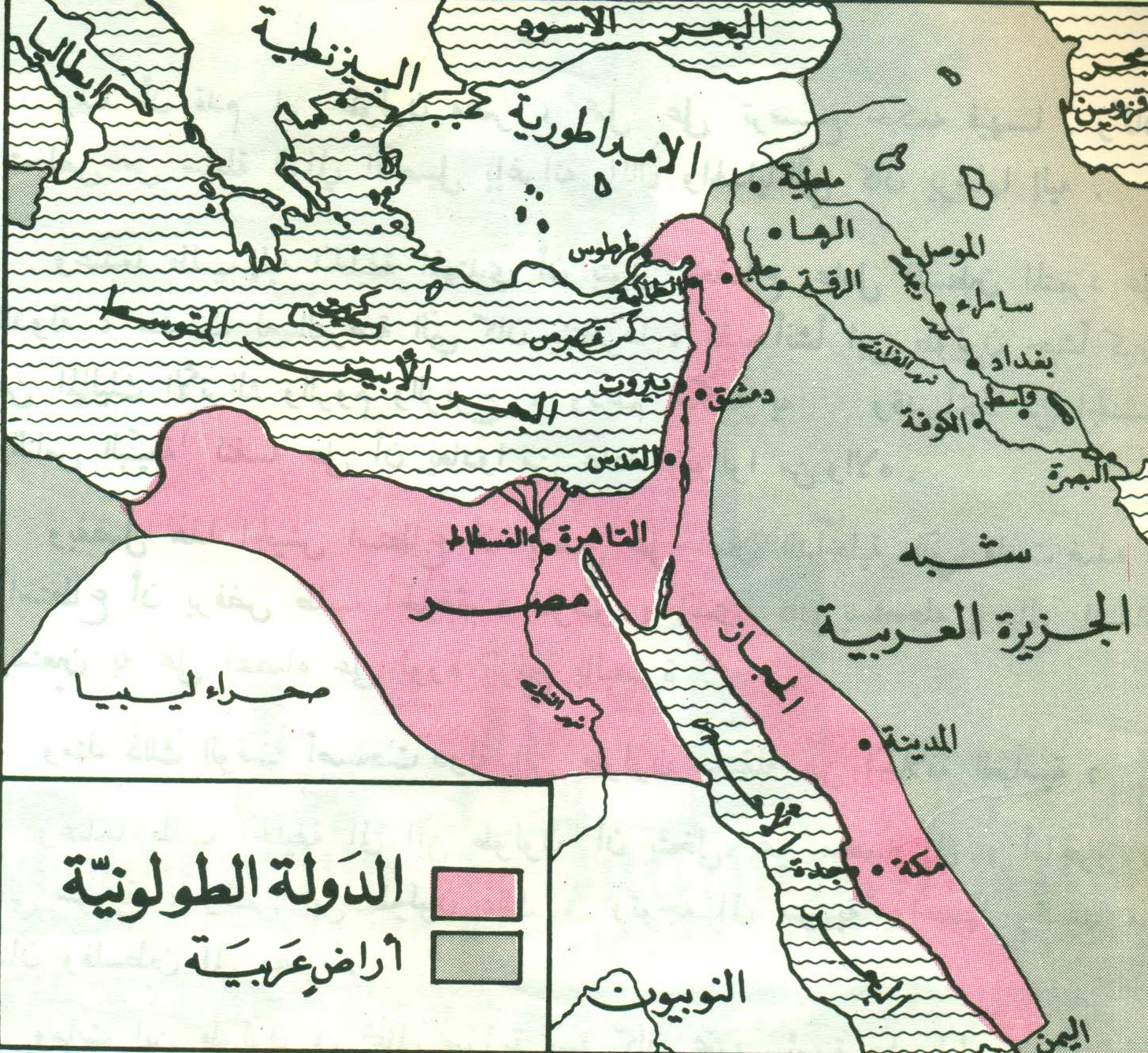
Herrschaftsgebiet der Tuluniden 868–905

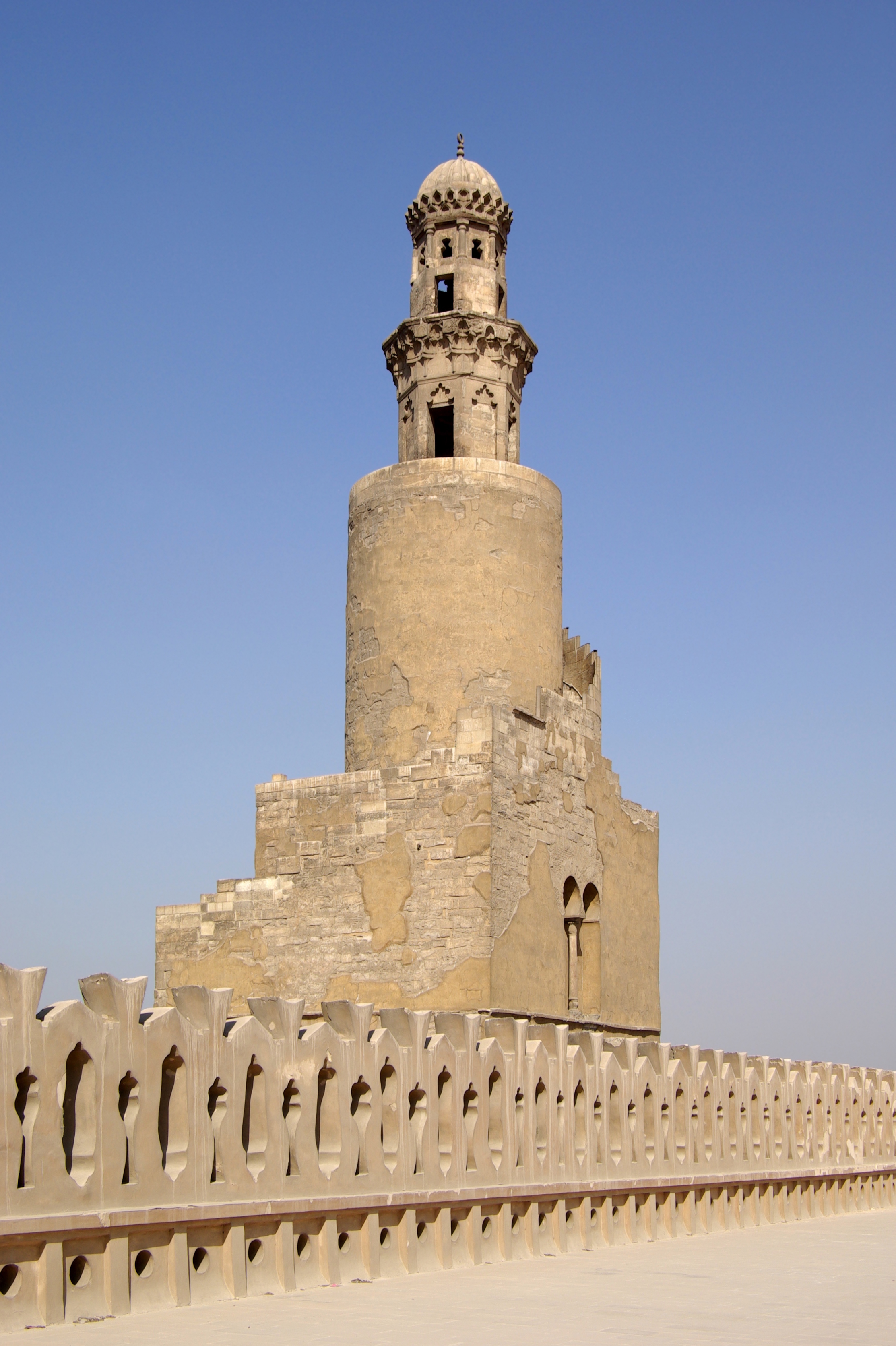
Minarett der Ibn-Tulun-Moschee in Kairo

Die Tuluniden (arabisch طولونيون, DMG Ṭūlūniyūn) waren die erste unabhängige Dynastie im frühislamischen Ägypten, sie regierten das Land 868–905.
Als die Abbasiden im 9. Jahrhundert wegen interner Auseinandersetzungen die Kontrolle über die Randgebiete des Reiches verloren, schwang sich 868 der ehemalige türkische Militärsklave (Mamluk) Ahmad ibn Tulun (835–884) zum Statthalter in Ägypten auf. Er proklamierte die Unabhängigkeit vom Kalifat. Da die Steuereinnahmen nun nicht mehr an die Kalifen abgeführt wurden, war der Ausbau der Bewässerungsanlagen und der Aufbau einer Flotte möglich, durch welche Wirtschaft und Handel stark gefördert wurden. 878 wurden auch Palästina und Syrien besetzt, um Ägypten gegen Angriffe der Abbasiden besser zu schützen.
Unter Chumarawaih (884–895) kam es zu einer angeregten Bautätigkeit. Ein bemerkenswertes Zeugnis wurde beispielsweise mit der al-Kata´i-Moschee (876–879 erbaut) in einem neu begründeten Stadtteil in Kairo hinterlassen. Dabei eiferte man den Zielsetzungen der mesopotamischen Vorbilder nach. Eine kostspielige, weil prunkvolle Hofhaltung ruinierte allerdings die Staatsfinanzen, und nach der Ermordung des Oberhaupts kam es anlässlich von Haremsintrigen zum raschen Niedergang der Dynastie. 905 wurde Ägypten von den Truppen der Abbasiden wieder unterworfen. Allerdings verloren die Abbasiden Ägypten 935 bereits wieder an die Ichschididen.

## Herrscher
- Ahmad ibn Tulun (868–884)
- Chumarawaih (884–896)
- Abu l-Asakir (896)
- Harun (896–904)
- Schaiban (904–905)